# Сіпарая чорногруда
Сіпарая чорногруда (Aethopyga saturata) — вид горобцеподібних птахів родини нектаркових (Nectariniidae). Мешкає в Гімалаях, М'янмі, південному Китаї та Південно-Східній Азії. Виділяють низку підвидів.

### Підвиди
Виділяють десять підвидів:
- A. s. saturata (Hodgson, 1836) — центральні і східні Гімалаї;
- A. s. assamensis (Horsfield, 1840) — північно-східна Індія, північна М'янма, південно-західний Китай;
- A. s. galenae Deignan, 1948 — північно-західний Таїланд;
- A. s. petersi Deignan, 1948 — східна М'янма, південно-східний Китай, північ Індокитаю;
- A. s. sanguinipectus Walden, 1875 — південно-східна М'янма;
- A. s. anomala Richmond, 1900 — центр Малайського півострову;
- A. s. wrayi Sharpe, 1887 — південь Малайського півострову;
- A. s. ochra Deignan, 1948 — південний Лаос, центральний В'єтнам;
- A. s. johnsi Robinson & Kloss, 1919 — південний В'єтнам;
- A. s. cambodiana Delacour, 1948 — південно-східний Таїланд, південно-західна Камбоджа.

## Поширення і екологія
Непальські сіпараї мешкають в Бангладеші, Бутані, Лаосі, М'янмі, Непалі, Індії, В'єтнамі, Таїланді, Китаї, Камбоджі, Малайзії, іноді трапляються в Пакистані. Це поширений вид птахів в М'янмі і Непалі, часто трапляється в Індії, рідкісний в Таїланді і, можливо, вимерлий в Бангладеш. Чорногруді сіпараї живуть в заростях чагарників, в рівнинних і гірських тропічних і субтропічних лісах.